# Helene Birnbacher
Helene Birnbacher, geb. von Stähling (* 11. Jänner 1859 in Broos; † 12. Mai 1923 in Bad Hofgastein), war eine österreichische Porträtmalerin.

## Leben

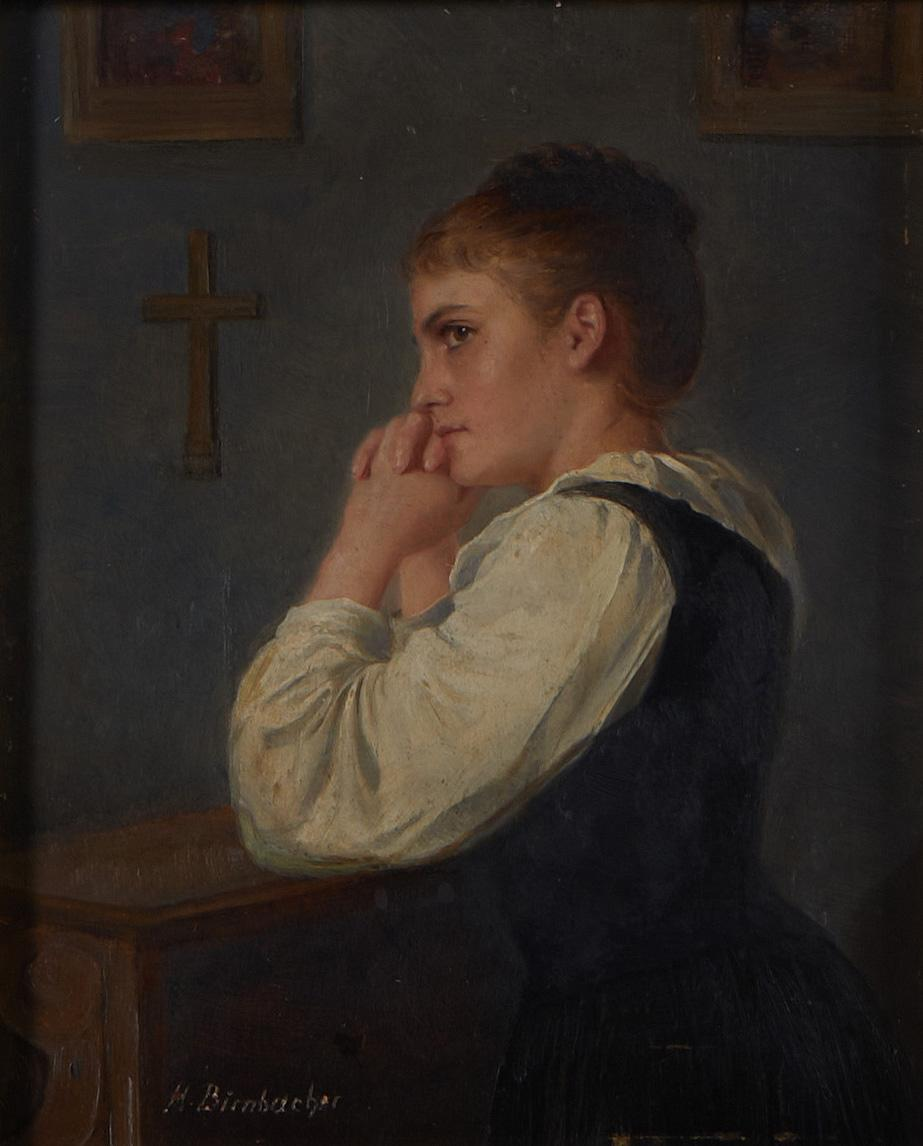
Helene Birnbacher: Junge Frau im Gebet

Helene von Stähling war die Tochter eines Kreiskommissärs. Sie wurde in der Kleinstadt Broos in Siebenbürgen geboren. 1864 zog die Familie in die Steiermark. Nach der Volksschule in Murau und St. Gallen besuchte Helene von Stähling ab 1869 eine private Töchterschule in Graz. Ab 1874 studierte sie an der Grazer Landeszeichnungsakademie bei Heinrich Schwach und Hermann von Königsbrunn. Bereits während ihrer Ausbildung erhielt sie eine Reihe von Aufträgen als Porträtmalerin.
1881 heiratete sie den Augenarzt Alois Birnbacher (1849–1915), der in Graz 1886 ein privates Ambulatorium eröffnete und an der Universität lehrte. Aus der Ehe gingen drei Töchter und ein Sohn hervor.
Helene Birnbacher bildete sich lebenslang künstlerisch fort durch den Besuch von Malschulen in Venedig und München, wo sie eine Schülerin von Alexander Koester und Heinrich Knirr war. Zudem nahm sie Modellierunterricht bei Karl Peckary an der Kunstgewerbeschule Graz. Sie stellte ab 1885 regelmäßig mit dem Steiermärkischen Kunstverein in Graz aus und beschickte auch Ausstellungen der Vereinigung Bildender Künstler Steiermarks, deren Mitglied sie 1905 wurde.
1923 starb Helene Birnbacher im Alter von 64 Jahren an einer Lungenentzündung.

## Werk

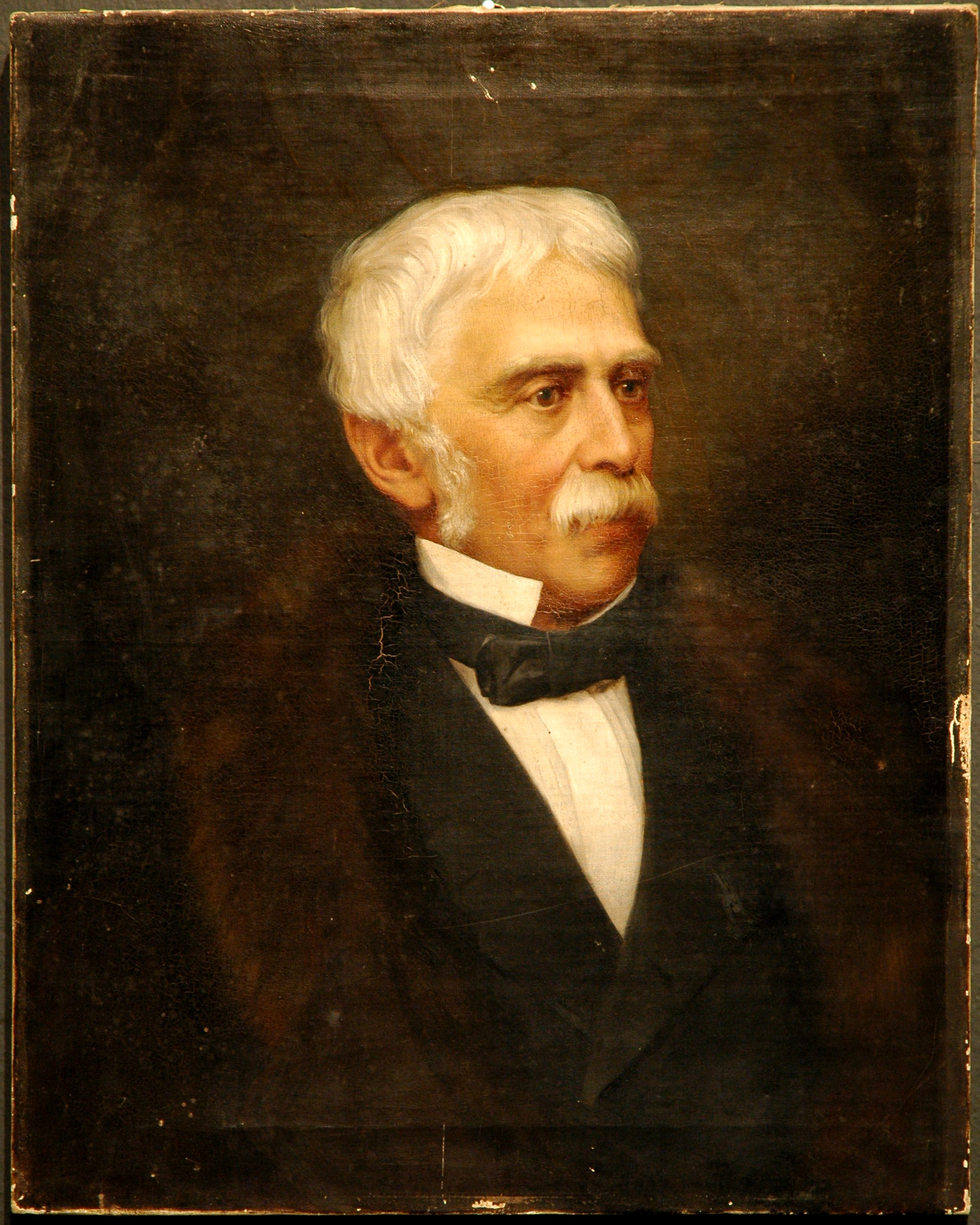
Helene Birnbacher: Porträt Anton Prokesch von Osten

Helene Birnbacher malte vor allem Porträts, aber auch Landschaften und Tiere in Öl und Pastell. Ihre Bildnisse, für die sie teilweise Aufträge aus der besseren Gesellschaft von Graz erhielt, führte sie als traditionelle, für die Zeit des Historismus typische Gesellschaftsporträts aus. Dabei erzielte sie Porträtähnlichkeit. Werke von ihr befinden sich in den Sammlungen des Graz Museums und der Neuen Galerie Graz.
Werke (Auswahl)
- Porträt Anton von Prokesch-Osten, vor 1876, Öl auf Leinwand, 53 × 50 cm, Graz Museum
- Die Schwestern, 1884 Ausstellung Österreichischer Kunst-Verein, Ölbild
- Porträt Baumeister Friedrich Sigmundt, 1890, Öl auf Leinwand, 70 × 54 cm, Graz Museum
- Gräfin Johanna Gleispach, 1890, Pastellkreide auf Papier, 24,7 × 19,7 cm, Neue Galerie Graz
- Ladislaus Graf Gleispach als Kind, 1890, Pastellkreide auf Papier, 39 × 30,2 cm, Neue Galerie Graz
- Johannes Graf Gleispach als Kind, 1891, Pastellkreide auf Papier, 41 × 31,8 cm, Neue Galerie Graz
- Trotzkopf, Pastellzeichnung, 1891 Ausstellung des Steiermärkischen Kunstvereins[5]
- Abend im Klostergarten, 1908 Jubiläumsausstellung in Klagenfurt, Ölbild[6]
- Alter Schloßhof in Gmünd, 1909 Ausstellung Kunstverein Kärnten[7]
- Porträt Graf d’Averna und dessen Tochter Agnes d’Averna, um 1920
- Porträt Baron von Königsbrunn[8]

## Ausstellungen (Auswahl)
- 1884: Österreichischer Kunst-Verein, Wien
- 1885, 1888–1893, 1895–1897, 1903: Steiermärkischer Kunstverein, Graz
- 1903: Kasino-Verein Ljubljana
- 1905, 1908, 1912: Vereinigung Bildender Künstler Steiermarks
- 1909, 1912: Kunstverein Kärnten, Klagenfurt
- 2020: Ladies first! Künstlerinnen in und aus der Steiermark 1850–1950, Neue Galerie Graz